# RD-214
RD-214（ロシア語: РД-214、GRAU認識番号8D59、8Д59）は、AK-27I（硝酸73% +四酸化二窒素27% + ヨウ素不動態）の混合物とTM-185（ケロシンとガソリンの混合物）をガス発生器サイクルで燃焼する液体ロケットエンジンである。 V2ロケットのエンジンに影響された多くのエンジンと同様に、過酸化水素(H2O2)を触媒で分解して生じる蒸気で1台のタービンを駆動する。同様に燃焼室と推力偏向はノズルの排気を偏流翼によって偏向する。

## 開発
第二次世界大戦後、ソビエトの技術者達はドイツのロケット技術を吸収して発展させて開発する事を試みた。貯蔵可能な推進剤と高推力への要求に応じるためにグルシュコのOKB-456はそれぞれV2号(A-4)のエンジンのロシア版であるRD-100の2倍の推力の4基の燃焼室を備えるRD-211を開発した。 4基の燃焼室はドイツ人に触発された過酸化水素を触媒で分解して生成された水蒸気で駆動される1台のターボポンプで推進剤が供給された。 ブラン巡航ミサイル計画の要求に応じるために派生型のRD-212が開発された。RD-211とRD-212は搭載予定機には推力が足りなかったのでブラン用のRD-213計画は破棄された。ヤンゲリのOKB-586がソビエトで最初の常温で貯蔵可能な推進剤の弾道ミサイルを開発した当時、RD-211の推力は不足していた。そのため計画は破棄され、より強力なRD-214が開発された。 セルゲイ・コロリョフが毒性のある推進剤の使用を好まなかったので彼は弾道ミサイル開発競争から離脱してRD-211の基本的な設計は歴史上最も多く飛行したRD-107/RD-108エンジンの原型になった。
初期のR-12は発射台から打上げられるミサイルだった。運用には多くの行程が必要だった。そのためサイロから発射されるR-12Uが開発された。この開発でRD-214Uが開発された。ヤンゲリがR-12Uをコスモス-2 63S1の基本に使用した当時、RD-214Fは地上試験段階だったが、R-12Uを1段目に使用した。そのため、全て63S1Mと11K63になった。

## 派生型
このエンジンには多くの派生型がある。
- RD-211: GRAU Index 8D57. R-12用の原設計。V2号 A4エンジンのRD-100を基に開発された。このエンジンは既に4基の分離された燃焼室を備え、H2O2水蒸気動力タービンとロケットの排気制御に案内翼を必要とした。[6][1]
- RD-212: GRAU Index 8D41. 元はRD-211を基にBuran 巡航ミサイル計画のために開発された。計画はRD-213の推力不足により破棄された。 due to insufficient thrust.[7][1]
- RD-213: GRAU Index 8D13. RD-214と似ている. Buran 巡航ミサイル計画のために開発された。計画は中止された。 project. Cancelled with the project.[8][1]
- RD-214: GRAU Index 8D59. 元の設計はR-12 (8K63)のためだった。[1]
- RD-214U: GRAU Index 8D59. 強化型の派生型エンジンである。R-12U (8K63S)とコスモス-2 (11K63)打上げ機で飛行した。[1]
- RD-214F: GRAU Index 11D45.初期のコスモス-2 (63S1)の計画だった。[1]

| エンジン          | RD-211                                                                         | RD-212                                                                         | RD-213                                                                         | RD-214                                                                         | RD-214U                                                                        | RD-214F                                                                        |
| ----------------- | ------------------------------------------------------------------------------ | ------------------------------------------------------------------------------ | ------------------------------------------------------------------------------ | ------------------------------------------------------------------------------ | ------------------------------------------------------------------------------ | ------------------------------------------------------------------------------ |
| 別名              | 8D57                                                                           | 8D41                                                                           | 8D13                                                                           | 8D59                                                                           | 8D59U                                                                          | 11D45                                                                          |
| 開発期間          | 1953-1955                                                                      | 1954-1956                                                                      | 1956-1957                                                                      | 1955-1959                                                                      | 1959-1960                                                                      | 1960-1962                                                                      |
| エンジン形式      | ガス発生器サイクル                                                             | ガス発生器サイクル                                                             | ガス発生器サイクル                                                             | ガス発生器サイクル                                                             | ガス発生器サイクル                                                             | ガス発生器サイクル                                                             |
| 推進剤            | AK-27I (73% 硝酸 + 27% N2O4 + ヨウ素 不動態) / TM-185 (ケロシンとガソリン混合) | AK-27I (73% 硝酸 + 27% N2O4 + ヨウ素 不動態) / TM-185 (ケロシンとガソリン混合) | AK-27I (73% 硝酸 + 27% N2O4 + ヨウ素 不動態) / TM-185 (ケロシンとガソリン混合) | AK-27I (73% 硝酸 + 27% N2O4 + ヨウ素 不動態) / TM-185 (ケロシンとガソリン混合) | AK-27I (73% 硝酸 + 27% N2O4 + ヨウ素 不動態) / TM-185 (ケロシンとガソリン混合) | AK-27I (73% 硝酸 + 27% N2O4 + ヨウ素 不動態) / TM-185 (ケロシンとガソリン混合) |
| 燃焼室圧力        | 3.923メガパスカル (569.0 psi)                                                  | 3.923メガパスカル (569.0 psi)                                                  | 4.66メガパスカル (676 psi)                                                     | 4.36メガパスカル (632 psi)                                                     | 4.36メガパスカル (632 psi)                                                     | 4.38メガパスカル (635 psi)                                                     |
| 推力 (真空中)     | 642.3メガパスカル (93,160 psi)                                                 | 622.7メガパスカル (90,310 psi)                                                 | 749.2メガパスカル (108,660 psi)                                                | 730.2キロニュートン (164,200 lbf)                                              | 730.6キロニュートン (164,200 lbf)                                              | 729.6キロニュートン (164,000 lbf)                                              |
| 推力 (海面高度)   | 549.2メガパスカル (79,650 psi)                                                 | 559メガパスカル (81,100 psi)                                                   | 686.5メガパスカル (99,570 psi)                                                 | 635.2キロニュートン (142,800 lbf)                                              | 635.5キロニュートン (142,900 lbf)                                              | 635.5キロニュートン (142,900 lbf)                                              |
| 比推力 (真空中)   | 253 秒 (2.48 km/s)                                                             | 254 秒 (2.49 km/s)                                                             | 264 秒 (2.59 km/s)                                                             | 264 秒 (2.59 km/s)                                                             | 264 秒 (2.59 km/s)                                                             | 264 秒 (2.59 km/s)                                                             |
| 比推力 (海面高度) | 224 秒 (2.20 km/s)                                                             | 227 秒 (2.23 km/s)                                                             | 231 秒 (2.27 km/s)                                                             | 230 秒 (2.3 km/s)                                                              | 230 秒 (2.3 km/s)                                                              | 230 秒 (2.3 km/s)                                                              |
| 燃焼時間          | 122秒間                                                                        | 100秒間                                                                        | 110秒間                                                                        |                                                                                | 140秒間                                                                        |                                                                                |
| 全長              | 2,700ミリメートル (110 in)                                                     | 2,500ミリメートル (98 in)                                                      | 2,500ミリメートル (98 in)                                                      | 2,380ミリメートル (94 in)                                                      | 2,380ミリメートル (94 in)                                                      | 2,380ミリメートル (94 in)                                                      |
| 直径              | 1,650ミリメートル (65 in)                                                      | 1,480ミリメートル (58 in)                                                      | 1,480ミリメートル (58 in)                                                      | 1,500ミリメートル (59 in)                                                      | 1,480ミリメートル (58 in)                                                      | 1,480ミリメートル (58 in)                                                      |
| 乾燥重量          | 635キログラム (1,400 lb)                                                       | 642キログラム (1,415 lb)                                                       | 625キログラム (1,378 lb)                                                       | 655キログラム (1,444 lb)                                                       | 655キログラム (1,444 lb)                                                       | 655キログラム (1,444 lb)                                                       |
| 用途              | R-12 (8K63) 計画                                                               | Buran 計画                                                                     | ブラン 計画                                                                    | R-12 (8K63)                                                                    | R-12U (8K63S) コスモス-2 (11K63)                                               | コスモス-2 (63S1)のために計画された                                            |
| 出典:             | [ 1 ]                                                                          | [ 1 ]                                                                          | [ 1 ]                                                                          | [ 1 ]                                                                          | [ 1 ]                                                                          | [ 1 ]                                                                          |